# Universitat de Canterbury
La Universitat de Canterbury (University of Canterbury en anglès; Te Whare Wānanga o Waitaha en maori; abreviatura postnominal Cantuar. o Cant. per Cantuariensis, el nom llatí de Canterbury) és una universitat neozelandesa situada a Ilam, un suburbi de Christchurch, a l'Illa del Sud. Va ser fundada el 1873 pels acadèmics anglesos Charles Cook (Matemàtiques, St John's College, de la Universitat de Cambridge), Alexander Bickerton (Física i Química, Escola de Mineria, Londres) i John Macmillan Brown (Balliol College, Universitat d'Oxford), i és la segona universitat més antiga del país.
L'any 1937 el filòsof Karl Popper va començar-hi a exercir de professor, i va ser en aquella època a la Universitat que va escriure la seva obra The Open Society and Its Enemies (1945).
El 2006 la Universitat de Canterbury va obtenir el Premi Cycle Friendly.

## Organització
La seva oferta educativa inclou art, comerç, educació (educació física), enginyeria, Belles Arts, ciències forestals, ciències de la salut, dret, música, treball social, logopèdia, ciència, entrenament esportiu i educació.
Compta amb un campus central amb 76 hectàrees a Ilam, a uns 5 km del centre de Christchurch; adjacent a aquest campus hi ha la Facultat d'Educació, amb els seus propis camps i pistes d'esports. La Universitat té cinc biblioteques, de les quals la central es troba a l'edifici més alt del campus, el James Hight. Altres campus més petits també formen part de la Facultat d'Educació: a Nelson, Tauranga i Timaru, i "centres educatius" a Greymouth, New Plymouth, Rotorua i Timaru.

## Alumni
Categoria principal: Alumnes de la Universitat de Canterbury
Entre els seus exalumnes hi trobem els polítics Amy Adams, Judith Collins, Lianne Dalziel, Aaron Gilmore, John Key, Denis O'Rourke, David Shearer, el físic i químic Ernest Rutherford i l'actor Sam Neill, entre d'altres.